# Тлака (Літія)
Тлака (словен. Tlaka) — поселення в общині Літія, Осреднєсловенський регіон, Словенія. Висота над рівнем моря: 377,9 м.